# Potipy
Potipy (ros. Потипы) – wieś (ros. деревня, trb. dieriewnia) w zachodniej Rosji, w osiedlu wiejskim Ponizowskoje rejonu rudniańskiego w obwodzie smoleńskim.

## Geografia
Miejscowość położona jest nad rzeką Suchaja Polennica, 0,5 km od granicy z Białorusią, 1 km od drogi regionalnej 66A-4 (Dubrowo / 66K-30 – Uzgorki – granica z Białorusią / Kałyszki), 7 km od drogi regionalnej 66K-30 (Diemidow – Zaozierje), 13 km od centrum administracyjnego osiedla wiejskiego (sieło Ponizowje), 26,5 km od centrum administracyjnego rejonu (Rudnia), 81 km od Smoleńska.

## Demografia
W 2010 r. miejscowości nikt nie zamieszkiwał.